# Florimond Heuvelmans
Joseph Théodore Florimond Wilhelmine Heuvelmans (Antwerpen, 12 januari 1858 - Den Haag, 21 april 1931) was een Belgisch advocaat en politicus voor de Katholieke Partij.

## Levensloop
Hij was een zoon van Willem Heuvelmans, van beroep kalanderaar, en van Engelberte Van de Goor. Hij trouwde met Marie Crabeels.
Na zijn middelbare studies aan het Jezuïetencollege van Antwerpen ging hij in 1877 rechten studeren aan de Katholieke Universiteit Leuven. Samen met Pol de Mont en Albrecht Rodenbach was hij in 1878 medestichter van het literair tijdschrift Het Pennoen en van 1879 tot 1880 was hij er de redactiesecretaris van. 
Nadat hij in 1882 tot doctor in de rechten promoveerde, vestigde Heuvelmans zich als advocaat in Antwerpen. Hij was, met Edward Coremans en Jan van Rijswijck, stichter van de Vlaamse Conferentie der Balie in Antwerpen. Hij werd ook voorzitter van de Nederduitsche Bond. Voor deze Bond was hij van 1894 tot 1899 gemeenteraadslid van Antwerpen. In 1913 werd hij voorzitter van de politierechtbank in Antwerpen.
In 1892 werd hij verkozen tot katholiek lid Kamer van volksvertegenwoordigers voor het arrondissement Antwerpen en vervulde dit mandaat tot in 1900. In de Kamer zorgde hij ervoor dat er een artikel in de wet op de Burgerwacht werd toegevoegd, waarbij het Nederlands de enige ambtelijke taal en commandotaal werd in Vlaanderen. Ook was hij een voorstander van de vernederlandsing van het middelbaar onderwijs. Zo was hij lid van de Eerste en de Tweede Vlaamse Hogeschoolcommissie. 
Tijdens de Eerste Wereldoorlog was Heuvelmans actief in het activisme. Zo ondertekende hij in 1916 het manifest van de Hoogeschoolbond. In juli 1917 werd hij aangesteld tot secretaris-generaal van het Ministerie van Justitie voor het Keizerlijk Duits Generaal Gouvernement België en Heuvelmans trad ook toe tot de Raad van Vlaanderen. In deze raad werd hij in 1918 aangesteld als Gevolmachtigde voor Rechtswezen.
Na de Wapenstilstand van 11 november 1918 vluchtte hij naar Nederland en vestigde hij zich in Den Haag. Hij werkte er voor het Vlaamsch Comité mee aan het schrijven van de brochure Pro Flandria Servanda, die aangeboden werd aan de Amerikaanse president Woodrow Wilson om de Vlaamse belangen te verdedigen bij de vredesconferentie in Parijs. Ook was hij actief in het Algemeen-Nederlands Verbond, lid van de Maatschappij der Nederlandse Letterkunde in Leiden en voorzitter van de Vlaams-Nederlandse vereniging Hou ende Trou in Den Haag.
Na de oorlog was Heuvelmans bij verstek tot levenslange opsluiting veroordeeld. Hij genoot later van de amnestiewet, maar kwam nog slechts sporadisch naar België en bleef tot aan zijn dood in Den Haag wonen.

## Publicatie
- Jan Blokker, humoristische studentenroman, 1882.